# Comédie-Italienne

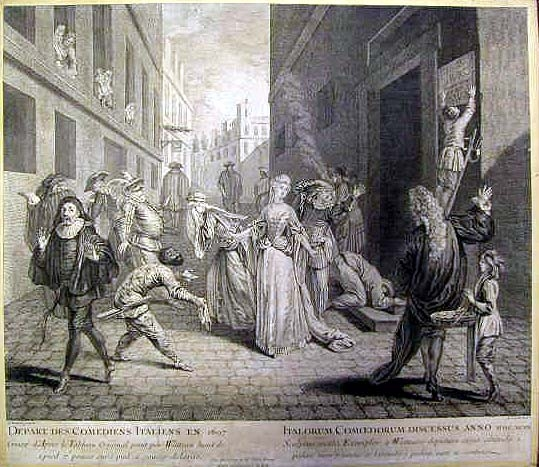
Comédie-Italienne förvisas från Paris 1697.

Comédie-Italienne eller Théâtre-Italien (franska för ungefär: "den italienska teatern") är en traditionell benämning på italiensk teater och opera då den uppförs i Frankrike. Italiensk operateater har uppförts i Paris med vissa avbrott sedan 1645, och utgjorde där länge närmast en permanent teaterinstitution, även om den uppfördes i olika byggnader och med vissa avbrott under seklens gång.  

## Historik
Italiensk drama och opera uppfördes av artister från Italien i Paris under kungligt privilegium sedan åtminstone den italienska Katarina av Medicis tid som Frankrikes drottning. Dessa teatersällskap uppträdde privat inför det franska hovet, men också för allmänheten i Paris. De agerade ursprungligen på sitt eget språk, och kallades därför Comédie-Italienne. De italienska teatersällskapen uppträdde på Hôtel de Bourgognes teater fram till 1645, och därefter på Théâtre du Petit-Bourbon 1645-1660 och på Palais-Royal 1660-1680, innan de återvände till Hôtel de Bourgogne. 
År 1680 grundades Comédie-Française (Franska teatern), som också kallades Théâtre-Français, och därför började den italienska teatern även formellt att kallas för det motsvarande Comédie-Italienne eller Théâtre-Italien. Den franska och italienska teatern delade också byggnad. 
Comédie-Italienne förvisades från Paris 1697. De återkom till Paris år 1716, och var sedan verksamma på Hôtel de Bourgogne fram till 1762. Teatern var den plats där italienska artister uppträdde på under gästspel i Paris. 
År 1762 förenades Comédie-Italienne med Opéra-Comique-teatern i byggnaden Théâtre de la Foire. Därefter uppfördes nästan enbart franskspråkiga pjäser, men namnet levde kvar och användes ofta fram till att Opéra-Comique år 1783 flyttade till Théâtre Feydeau. 1789-92 fanns Théâtre de Monsieur för uppföranden av opera buffa. 
Mellan 1801 och 1878 användes namnet Comédie-Italienne för olika italienska operasällskap verksamma i olika lokaler i Paris. Åren 1801-08 fanns en italiensk opera på Salle Favart, och 1808-18 på Théâtre de l'Impératrice (1818-27 kallad Théâtre royal italien), och slutligen 1827-78 Théâtre-Italien. 
1980 grundades en ny La Comédie-Italienne i Paris.